# 4e division blindée (États-Unis)
Pour les articles homonymes, voir 4e division.

Emblème de la 4eme division blindée américaine

La 4e division blindée de l'armée des États-Unis était une division blindée de l'armée de terre des États-Unis qui a accompli une brillante carrière sur le théâtre européen de la Seconde Guerre mondiale.

## Histoire
Contrairement à la plupart des autres divisions blindées américaines de la Seconde Guerre mondiale, la 4e n'a jamais adopté de surnom officiel. Elle a cependant un surnom officieux « L'Avant-garde de Patton » (Patton's Vanguard en anglais). Selon la légende, lorsque le moment est venu de lui choisir un surnom officiel, le commandant initial de la division, traditionnellement autorisé à donner un surnom à son unité, a répondu que « la quatrième division blindée » est un « nom suffisant » (Name Enough en anglais). Cette expression est alors devenue la devise officielle de la division. Une autre devise, non officielle celle-ci, est « Les Bouchers de Roosevelt » (Roosevelt's Butchers en anglais).
Elle est créée en 1941 et dissoute en 1972.

### Sources
- (en) Cet article est partiellement ou en totalité issu de l’article de Wikipédia en anglais intitulé « 4th Armored Division (United States) » (voir la liste des auteurs).